# Mandanna Lake
Der Mandanna Lake ist ein 7,86 km² großer See, der sich 30 km südöstlich von Carmacks im kanadischen Yukon-Territorium befindet. Der See befindet sich im Stammesgebiet der Little Salmon/Carmacks First Nation.

## Lage
Der Mandanna Lake ist abgelegen. Der See wird in den Sommermonaten per Wasserflugzeug sowie im Winter per Schneemobil erreicht. Der See liegt auf einer Höhe von 781 m. Er ist bis zu 64 m tief und weist eine mittlere Wassertiefe von 21 m auf. Der Mandanna Creek durchfließt den See in nördlicher Richtung und mündet 7 km weiter nördlich in den Yukon River.

## Seefauna
Untersuchungen im Jahr 2013 ergaben, dass der Bestand an Amerikanischen Seesaiblingen und  Heringsmaränen „moderat“ und „gesund“ ist.